# Metafannyella
Metafannyella is een geslacht van neteldieren uit de klasse van de Anthozoa (bloemdieren).

## Soorten
- Metafannyella aurora (Bayer, 1998)
- Metafannyella eos (Bayer, 1998)
- Metafannyella lepidota (Bayer, 1998)
- Metafannyella mawsoni (Bayer, 1998)